# Чемпионат России по кикбоксингу 2022
Чемпионат России по кикбоксингу по версии К-1 2022 года прошёл 21-27 марта во Дворце волейбола имени Увайса Ахтаева в Грозном.

## Медалисты

### Мужчины
| Весовая категория | Золото                                 | Серебро                                   | Бронза                                                           |
| ----------------- | -------------------------------------- | ----------------------------------------- | ---------------------------------------------------------------- |
| до 51 кг          | Амир Кубов Краснодарский край          | Даниил Фёдоров Краснодарский край         | Аюб Адамов Чечня Кежик Багай-оол Тыва                            |
| до 54 кг          | Астемир Матаев Москва                  | Шааман Хумидов Чечня                      | Айаал Местников Якутия Зайдин Сунгуров Дагестан                  |
| до 57 кг          | Ад-Салам Хамадов Чечня                 | Сафаи Насуханов Чечня                     | Тимофей Сивцев Якутия Хамид Пасхаев Чечня                        |
| до 60 кг          | Темирлан Бекмурзаев Дагестан           | Турач Новрузов Москва                     | Сергей Плотников Волгоградская область Амирхан Закриев Ингушетия |
| до 63,5 кг        | Артём Штырков Саратовская область      | Бувайсар Пасхаев Чечня                    | Максим Ширин Белгородская область Артём Дьячков Тульская область |
| до 67 кг          | Тамерлан Баширов Чечня                 | Саид Магомедов Саратовская область        | Эльмир Губадов Москва Эльбрус Османов Чечня                      |
| до 71 кг          | Магомед Махамаев Волгоградская область | Амир-Арслан Ахмедов Волгоградская область | Рустам Абакаров Дагестан Халид Хумидов Чечня                     |
| до 75 кг          | Хайбулах Хамбахадов Чечня              | Мухаммад Хаджиев Чечня                    | Мурад Гиясов Тульская область Вадим Апсит Москва                 |
| до 81 кг          | Рафик-бек Омаров Дагестан              | Кирилл Васильев Тверская область          | Саид-Эмин Джабиров Волгоградская область Ильяс Ильясов Чечня     |
| до 86 кг          | Гаджимурад Амиржанов Дагестан          | Хайбулла Хизриев Дагестан                 | Салман Махамаев Волгоградская область Белан Гадалаури Чечня      |
| до 91 кг          | Валерий Бизяев Пермский край           | Никита Козлов Свердловская область        | Хасбулат Хасбулатов Дагестан Ян Петрович Красноярский край       |
| свыше 91 кг       | Асадулла Насипов Чечня                 | Булат Каимов Чечня                        | Анварбек Даниялбеков Санкт-Петербург Магомед Чурчаев Чечня       |

### Женщины
| Весовая категория | Золото                              | Серебро                                 | Бронза                                                                   |
| ----------------- | ----------------------------------- | --------------------------------------- | ------------------------------------------------------------------------ |
| до 48 кг          | Татьяна Алексеева Москва            | Оксана Аникеева Ставропольский край     | Кабирабону Улугова Москва Ирина Зеленова Тульская область                |
| до 52 кг          | Марина Мерчук Москва                | Майя Жирнова Москва                     | Алина Гиясова Тульская область Вероника Сураева Санкт-Петербург          |
| до 56 кг          | Елена Охапкина Владимирская область | Ксения Морозова Калининградская область | Дарина Хайдина Краснодарский край Кристина Сидоркина Ульяновская область |
| до 60 кг          | Анастасия Жарова Москва             | Евгения Короткова Рязанская область     | Марха Ахматукаева Чечня Айшегюль Пехливан Москва                         |
| до 65 кг          | Ольга Ильяная Ярославская область   | Нурият Алибекова Дагестан               |                                                                          |
| до 70 кг          | Валерия Зубченко Крым               | Дарья Матвеева Ставропольский край      | Елена Ржевская Кабардино-Балкария                                        |
| свыше 70 кг       | Патима Айшалова Дагестан            | Ликия Марчук Санкт-Петербург            |                                                                          |